# Planica 7
Das Planica 7 ist eine Skisprung-Wettkampfserie, die als Teil des Skisprung-Weltcups ausgetragen wird. Sie fand erstmals zur Saison 2017/18 als Weltcup-Finale statt. Die Wettkämpfe erstrecken sich über vier Tage und werden auf der Skiflugschanze Letalnica bratov Gorišek im slowenischen Planica ausgetragen. Das Skifliegen in Planica war schon vor dem Bestehen dieser Wettkampfserie traditionell der Abschluss des Weltcup-Kalenders. Die Einführung des Planica 7 soll dieses Skiflug-Wochenende für Athleten und Zuschauer attraktiver machen.

## Wettkampfmodus
Das Planica 7 umfasst zwei Einzelwettbewerbe sowie einen Mannschaftswettbewerb. In die Gesamtwertung der Serien fließen jeweils die beiden Wettkampfsprünge der drei Wettbewerbe sowie der Qualifikationsdurchgang des ersten Einzelwettbewerbs ein. Für den zweiten Einzelwettbewerb, der das abschließende Springen der Weltcup-Saison darstellt, sind traditionell nur die besten 30 Springer des Gesamtweltcupstandes startberechtigt. Aus diesem Grund findet für diesen Wettkampf keine Qualifikation statt. Dadurch umfasst die Serie sieben Wertungsdurchgänge:
- ein Qualifikationssprung des ersten Einzelwettbewerbs,
- vier Sprünge der zwei Einzelwettbewerbe und
- zwei Sprünge des Teamwettbewerbs.

## Preisgeld
Neben dem üblichen Preisgeld, das an die besten 30 Springer eines Einzelwettbewerbs bzw. die besten drei Mannschaften eines Teamwettbewerbs im Weltcup ausgeschüttet werden, erhält der Sieger 20.000 Schweizer Franken. Zudem wird der führende Springer nach jedem der einzelnen Durchgänge mit einem speziellen Preis geehrt.

## Austragungsort
Die Planica 7 wird auf der Skiflugschanze im slowenischen Planica ausgetragen:
| Ort     | Schanze                                     | Schanzenrekord                          |
| ------- | ------------------------------------------- | --------------------------------------- |
| Planica | Letalnica bratov Gorišek Flugschanze, HS240 | 252,0 m Ryōyū Kobayashi (24. März 2019) |

## Zeitplan
Die drei Wettbewerbe werden an vier Tagen mit folgendem Zeitplan durchgeführt:
| Tag | Tag        | Wettkampf                       |
| --- | ---------- | ------------------------------- |
| 1   | Donnerstag | Qualifikation (1 Durchgang)     |
| 2   | Freitag    | Einzelwettbewerb (2 Durchgänge) |
| 3   | Samstag    | Teamwettbewerb (2 Durchgänge)   |
| 4   | Sonntag    | Einzelwettbewerb (2 Durchgänge) |

## Siegerliste
| Ausgabe | Jahr | Sieger          | Zweiter              | Dritter              |
| ------- | ---- | --------------- | -------------------- | -------------------- |
| 1       | 2018 | Kamil Stoch     | Johann André Forfang | Robert Johansson     |
| 2       | 2019 | Ryōyū Kobayashi | Markus Eisenbichler  | Timi Zajc            |
| 3       | 2021 | Karl Geiger     | Ryōyū Kobayashi      | Markus Eisenbichler  |
| 4       | 2022 | Timi Zajc       | Marius Lindvik       | Peter Prevc          |
| 5       | 2023 | Stefan Kraft    | Anže Lanišek         | Timi Zajc            |
| 6       | 2024 | Daniel Huber    | Peter Prevc          | Johann André Forfang |
| 7       | 2025 |                 |                      |                      |